# Каламбур
Каламбурът (от френски: calembour) е игра на думи, словосъчетание, при което на базата на алюзии и думи със звуково сходство, но различно значение (омоними) се постига комичен ефект.
Каламбурите се използват в епиграми, сатири и комедии, или за развлечение. Автори на известни каламбури в руската литература са Александър Пушкин и Владимир Маяковски, в българската – Христо Смирненски, Христо Радевски, Радой Ралин.
Примери: „Петко рита пет корита.“
„Слънчо гледа слънчогледа.“
„Чудим се денем де да се денем.“
„Петко шари пет кошари.“
„По-крив покрив.“
„Пет капучина, че Петка почина.“
Пример за каламбурна рима е епиграмата на Ралин „Комплимент“:
| „ | Драмите му – всичките съвременни! Само дето всички те са временни. | “ |